# Зюдтіроль (футбольний клуб)
«Зюдтіроль» (нім. FC Südtirol) — італійський футбольний клуб із міста Больцано в автономній провінції Південний Тіроль.
Заснований в Брессаноне в 1974 році як секція спортивного клубу «Мілланд» (нім. Sport Verein Milland), він відокремився від спортклубу в 1995 році і отримав назву «Зюдтіроль-Альто-Адідже» (нім. Südtirol-Alto Adige), а з 2000 року переїхав до міста Больцано і став називатись просто «Зюдтіроль». Назва символізує намір клубу представляти не лише столицю, а й всю територію своєї провінції.
Трохи менше ніж за тридцять років клуб зарекомендував себе як провідний клуб у Південному Тіролі: серед команд у провінції він має найбільшу кількість сезонів у професіональних лігах, а завдяки перемозі в групі А Серії С 2021/22 років він вийшов до Серії В, ставши першим і наразі єдиним клубом з регіону Трентіно-Альто-Адідже, який коли-небудь виходив до другого італійського дивізіону.

## Історія

### ФК «Мілланд» (1974—1995)
26 квітня 1974 року страховик з Бріксена Убальд Компер заснував з групою з семи друзів спортивний клуб «Мілланд» (нім. Sport Verein Milland), який став використовувати жовто-чорні кольори. Окрім футбольної секції, там були секції з настільного тенісу, фістболу, гандболу та веслування на каное.
У перші роки в клубі була лише молодіжна футбольна секція і «Мілланд» брав участь у чемпіонаті провінції серед юніорів. Дебют першої команди відбувся в 1977 році, коли «Мілланд» отримав реєстрацію від FIGC за номером 68396 і став брати участь у зональних чемпіонатах Третьої категорії. Зміцнена висококваліфікованим персоналом і щедрим спонсорством, команда зуміла піднятися до Другої категорії в 1983 році, потім до Першої, в 1986 році, а в 1991 році до Еччеленци, найвищого регіонального дивізіону в Італії.
В організаційному плані виділялася фігура Йозефа «Зеппа» Інсама, який після завершення кар'єри футболіста став референтним менеджером «Мілланда», а також певний час був тренером першої команди. Також у сезоні 1991/92 роках за команду грав колишній перуанський збірнирк Херонімо Барбадільйо, в той час як колишній гравець «Ювентуса» Герріно Россі був головним тренером.

### В аматорських лігах (1995—2000)
На початку 90-х виникла ідея повернути професійний футбол у Південний Тіроль, тому що після того як на початку 80-х років клуб «Больцано» втратив професійний статус, жодна південнотірольська команда не грала більше в професійній лізі. Переговори про поглинання «Больцано» провалилися, тоді південнотірольська підприємницька група вирішила придбати «Мілланд», який мав фінансові труднощі і за підсумками сезону 1994/95 вилетів з Еччеленци.
У 1995 році команда була перейменована в «Зюдтіроль-Альто-Адідже» (нім. FC Südtirol–Alto Adige), Альто-Адідже — це італійська назва провінції, а Зюдтіроль — німецька корінна назва, до того ж команда взяла історичні кольори тірольського прапора — білий та червоний. Свій перший сезон клуб розпочав у 1995 році в регіональній Промоціоне (тоді це була сьома ліга Італії) і з першої ж спроби повернувся до Еччеленци. Там теж команда одразу посіла перше місце і з сезону 1997/98 клуб виступав у національній лізі Серії D (п'ятий дивізіон).
2000 року під керівництвом тренера Джузеппе Санніно команда вийшла до Серії С2, найнижчої професіональної ліги країни, таким чином повернувши професіональний футбол до регіону.

### 2000—2010: Виступи у Серії C2
У 2000 році команда змінила назву на «Зюдтіроль» (нім. Fußballclub Südtirol Srl) і переїхала до Больцано, оскільки стадіон «Друзо» в цьому місті був єдиною футбольною ареною у Південному Тіролі, на якій дозволено проводити матчі професіональних команд, хоча клуб юридично базувався в Брессаноне до 2011 року. Клубу вдалося швидко закріпитися на професіональному рівні. Метою клубу було якомога швидше здійснити вихід в Серію С1, але у наступних сезонах команда щоразу програвала в плей-оф.
Незадовго до кінця сезону 2008/09 молодіжний тренер Альфредо Себастьяні очолив першу команду. З ним клуб зміг уникнути вильоту лише в плей-аутах проти «Валенцани», але в наступному сезоні під керівництвом Себастьяні команда вперше вийшла до Серії C1 (III), закінчивши сезон на першому місці.

### Серія С (2010— 2022)
Сезон 2010/11, перший в історії клубу в третьому дивізіоні, виявився невдалим. Відсутність позитивних результатів змушує крівництво звільнити тренера Альфредо Себастьяні після 27 туру, замінивши його на Мауріціо Пеллегріно, але і він не зумів змінити ситуацію: наприкінці сезону «Зюдтіроль» вилетів до Лега Про Секонда Дівізіоне, програвши матчі плей-аут проти «Равенни». Втім незабаром в Італії спалахнув скандал і почалась так звана справа «Скоммессополі», що призвело до покарання багатьох команд Леги Про (включаючи «Алессандрію» та «Кремонезе»), завдяки чому у серпні 2011 року «Зюдтіроль» був знову прийнятий до третього дивізіону (Лега Про Пріма Дівізіоне) для заповнення вакантних місць замість дискваліфікованих команд.
У наступному сезоні клуб призначив головним тренером Джованні Строппу, який на той час був тренером молодіжної команди «Мілана». Команда змогла закріпитися у третьому дивізіоні і ледь не потрапила у плей-оф за підвищення у класі. Завдяки гарній грі такі гравці, як Мануель Фішналлер і Алессандро Якобуччі, перейшли в клуби Серії В, а Строппа став тренером клубу Серії А «Пескара».
У сезоні 2012/13 років команду тренував Стефано Веккі. З ним «Зюдтіроль» вперше в історії зміг вийти в плей-оф італійського третього дивізіону. У півфіналі плей-оф тірольці програли «Карпі», який в підсумку і виграв підвищення, а тренер Веккі перейшов туди на роботу.
Перед сезоном 2013/14 новим головним тренером став Лоренцо Д'Анна, який раніше був тренером молоді «К'єво». При ньому команда змогла набрати лише п'ять очок у перших п'яти матчах чемпіонату, чого було недостатньо для просування амбіцій клубу, тому був призначений новий головний тренер, Клаудіо Растеллі, з яким команда показала найкращий результат в своїй історії на той момент, посівши третє місце в таблиці. У плей-оф у чвертьфіналі команда змогла перемогти «Комо» (0:0 в основний час, 4:3 по пенальті), у півфіналі пройшла «Кремонезе» (1:1, 2:1), але у фінальній грі за право виходу до Серії В клуб програв «Про Верчеллі» (0:1, 1:1). У наступні роки команда стала середняком третього дивізіону і за підвищення особливо не боролась.
Наприкінці сезону 2017/18 «Зюдтіроль» посів друге місце в групі B Серії C і отримав право брати участь в іграх плей-оф за підвищення до Серії B. Там у чвертьфіналі південнотірольці вибили «Вітербезе» (2:2, 2:0), але поступилися в півфіналі «Козенці» (1:0, 0:2). В наступні три сезони команда теж постійно потрапляла в плей-оф, але так і не змогла жодного разу його виграти.
Сезон 2021/22 для «Зюдтіроля» під керівництвом хорватського спеціаліста Івана Яворчича виявився найуспішнішим в історії клубу, оскільки вони виграли свою групу А Серії С з перевагою в п'ять очок перед «Падовою», а також вийшли у фінал Кубка Серії C Італії. Перше місце за регламентом дає право напряму вийти до Серії B, без ігор плей-оф, і у сезоні 2022/23 «Зюдтіроль» вперше у своїй історії дебютував у другому дивізіоні країни. Це був перший раз, коли клуб із Зюдтіроля/Альто-Адідже вийшов до Серії В.
Дебютний сезон у Серії В виявися досить успішним, команда посіла 6 місце і вийшла в плей-оф, щоб цього разу вже поборотись за вихід до Серії А. В чвертьфінальні проти «Реджини» завдяки голу Даніеле Казірагі на останніх хвилинах, сильнішим виявився саме «Зюдтіроль». Наступним суперником у півфіналі став футбольний клуб «Барі».

## Кольори та логотип

### Кольори

Прапор автономної провінції Больцано.

Кольори команди — білий та червоний. За допомогою цих кольорів клуб демонструє своє коріння в провінції Південний Тіроль і в місті Больцано, які мають білий і червоний кольори на своїх традиційних гербах і прапорах. Історично домашні футболки клубу білі. Більшість часу команда грає на виїзді в червоних футболках, але час від часу вони можуть бути і чорними.
Протягом багатьох років для ігрових футболок вибиралися різні шаблони: у перші два сезони, з 1995 по 1997 роки, використовувалась футболка з біло-червоними смугами, після чого в 1997—1998 роках використовувалася біла футболка з малюнком нерівних червоних смуг у верхній частині. Між 1998 і 2000 роками команда використовувала форму в стилі «Аякса»: білу, з великою центральною червоною смугою, яка потім перетворилася на повністю червону футболку з лише білими рукавами у 2000—2001 роках. Наступні сезони до 2013 року проходили в монохромних білих сорочках, де червоний використовувався мінімально для вставок і декорацій.
Найбільш своєрідним і довговічним рішенням (і тому культово асоційованим з клубом) була форма, розроблена в 2013 році дизайнером Антоніно Бенінкасою (автором логотипу ХХ зимових Олімпійських ігор), яка використовувалась аж до 2017 року: переважно білий домашній комплект, з червоно-білим ромбоподібним картатим візерунком на тулубі, який тягнеться по діагоналі до правого плеча. Гостьова форма була червоною, прикрашена на тулубі білими спіральними мотивами, що тягнуться до рукавів.
З 2017 року, з переходом на спонсорство Boxeur Des Rues і Mizuno, вищезгаданий дизайн було припинено, і клуб повернувся до більш лінійних шаблонів.

#### Вигляд форми
| 1995-1997 | 1997-1998 | 1998-2000          | 2000-2001 | 2001-2006 | 2006-2009 | 2009-2011 | 2011-2012 |
| 2012-2013 | 2013-2017 | Гостьова 2013-2017 | 2017-2018 | 2018-2020 | 2020-2021 | 2021-2022 |           |

### Логотип
У 1995—1997 роках логотип мав вигляд кола, в якому було стилізоване зображення гори та назва команди, написана всередині.
У 1997 році був представлений новий логотип, який складався з простого напису назви клубу червоними та білими друкованими літерами з футбольним м'ячем, зображеним зверху з правої сторону (літери під ним зміщені вниз).
У 2002 році логотип знову було змінено, він знову повернувся до формату з кола, цього разу прикрашеного червоно-білим ромбоподібним картатим візерунком, з футбольним м'ячем у центрі. Логотип обводила біло-червона лінія, що містила назву команди (FC Südtirol-Alto Adige). Сам клуб визнавав, що за своєю формою логотип мав нагадувати мюнхенську «Баварію», команду, яка історично користується великою популярністю в провінції Больцано.
З травня 2016 року клуб трохи підправив логотип: червоно-білі ромби були замінені білою сіткою на червоному фоні, а дизайн футбольного м'яча став об'ємним. Також було змінено напис, прикріплений до зовнішнього кільця логотипу: назва FC Südtirol з'являється у верхній половині (червоним), а назва Bolzano-Bozen була додана в нижній частині (білим), натомість прибрано напис «Альто-Адідже».

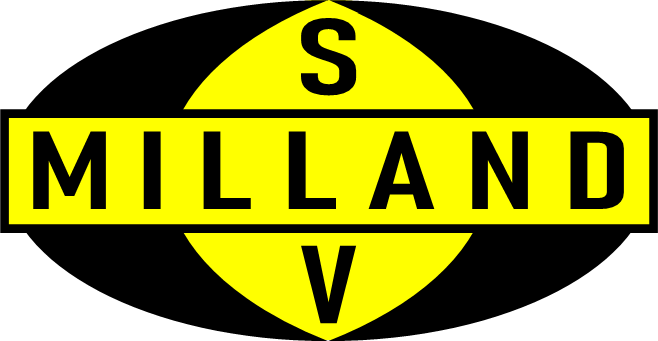
Логотип «Мілланда»
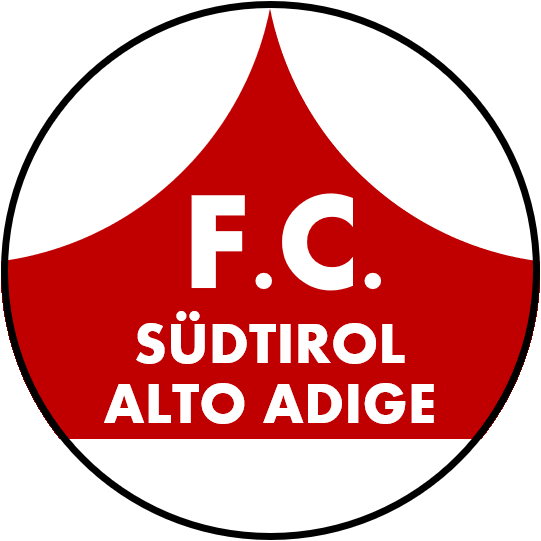
1995–1997
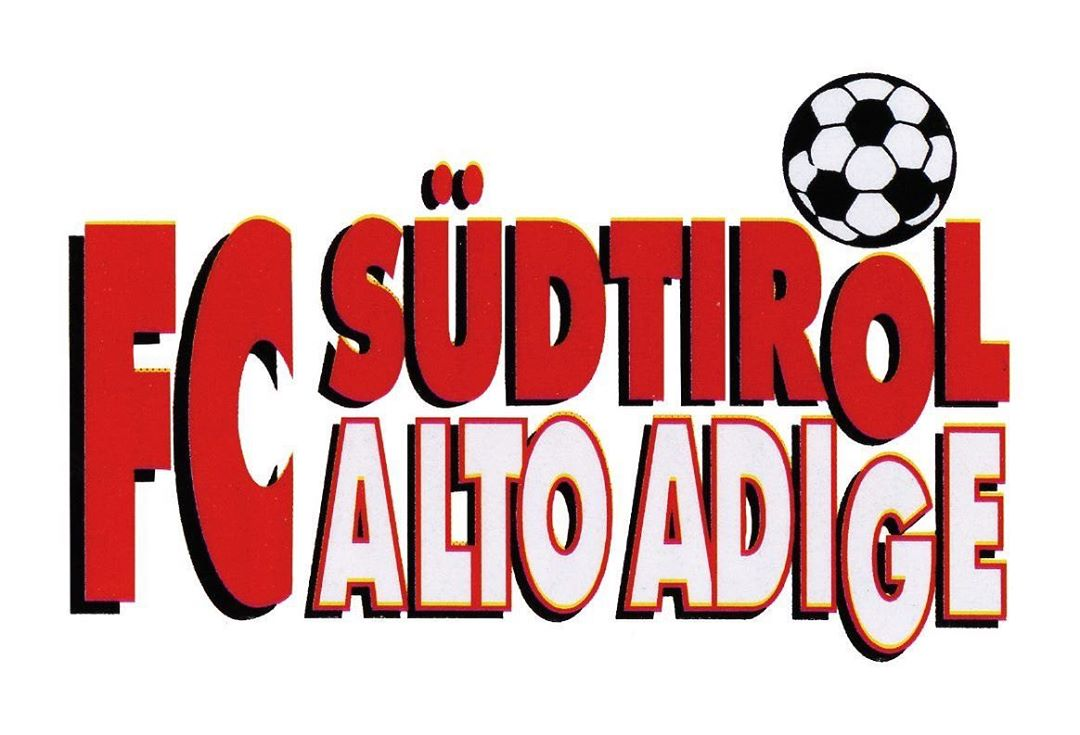
1997–2002

## Стадіон
У перші сезони свого існування клуб використовував стадіон Fussballplatz Milland у Брессаноне, обладнаний невеликими трибунами на набережній. У 1995 році, з початком «червоно-білої ери», клуб перебрався на «Райффайзен Арену».
З 2000 року домашні ігри «Зюдтіроль» став проводити на Стадіо Друзо у Больцано, названому на честь римського полководця Нерона Друза. Побудований у 1936 році як мультиспортивний комплекс і повністю перебудований у 2019—2021 роках на чисто футбольну арену, стадіон має головну та протилежну трибуни і може вмістити до 5 500 глядачів.

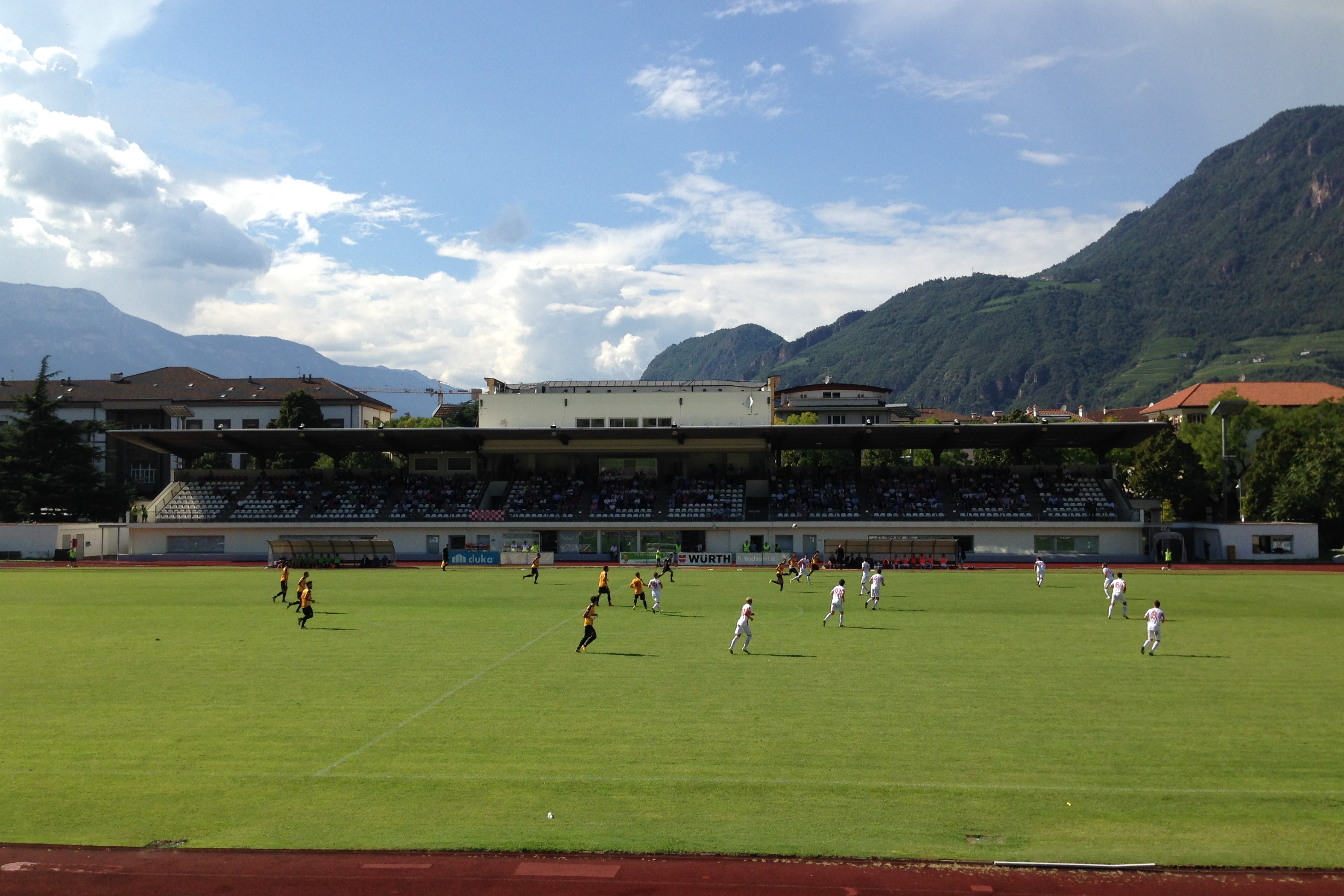
Стадіо Друзо у Больцано до реконструкції...
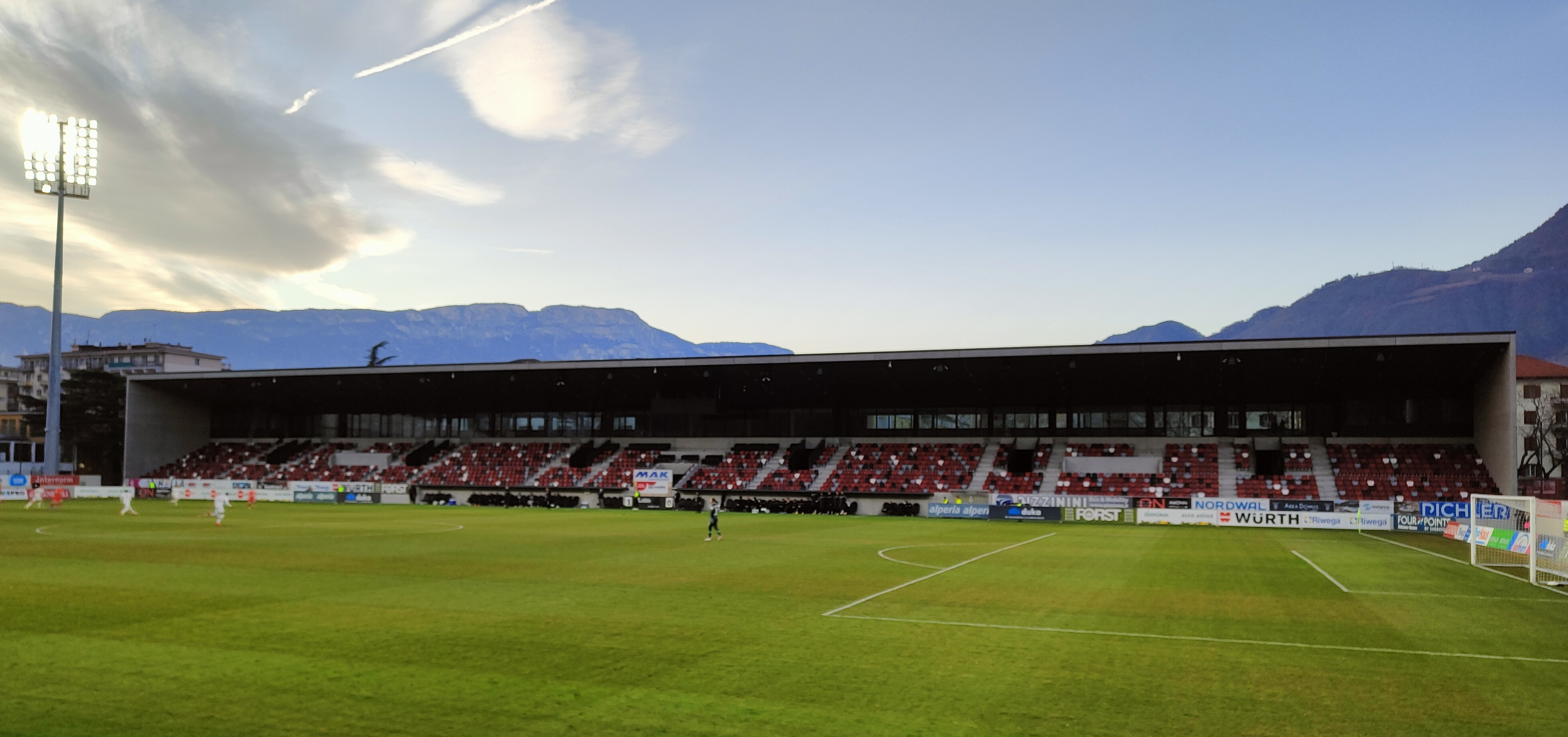
...та після: легкоатлетичні доріжки прибрали.

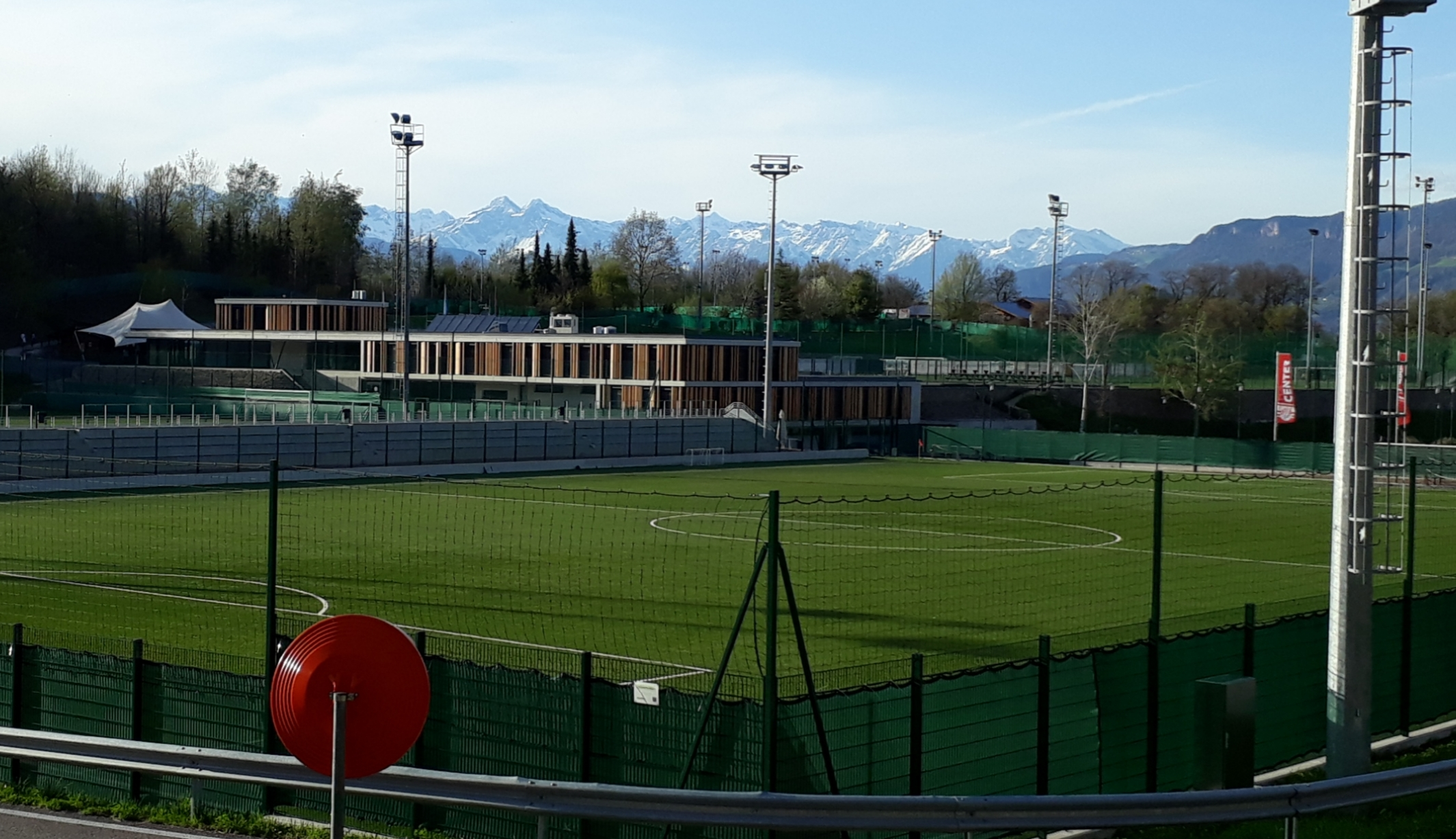
Центр FCS в Еппан, поблизу Больцано.

Також клуб має центр FCS, який є навчальним центром команди в Еппані, поблизу Больцано. У 2015 році навчальні майданчики були завершені і включають два поля з натуральним покриттям, два поля зі штучним покриттям та ще одне невелике поле зі штучним покриттям. Сервісний центр відкритий у 2018 році і має клубні роздягальні, офіси, тренажерний зал з медичним відділенням, конференц-зали, ресторан та фан-магазин. У навчальному центрі також проводяться ігри чемпіонату молодіжних збірних ФК «Зюдтіроль».
У 2010 році тренувальний центр був місцем тренувального збору збірної Німеччини з футболу під час підготовки до чемпіонату світу в ПАР. У 2018 році збірна Німеччини знову використовувала центр для підготовки до чемпіонату світу в Росії.

## Відомі гравці

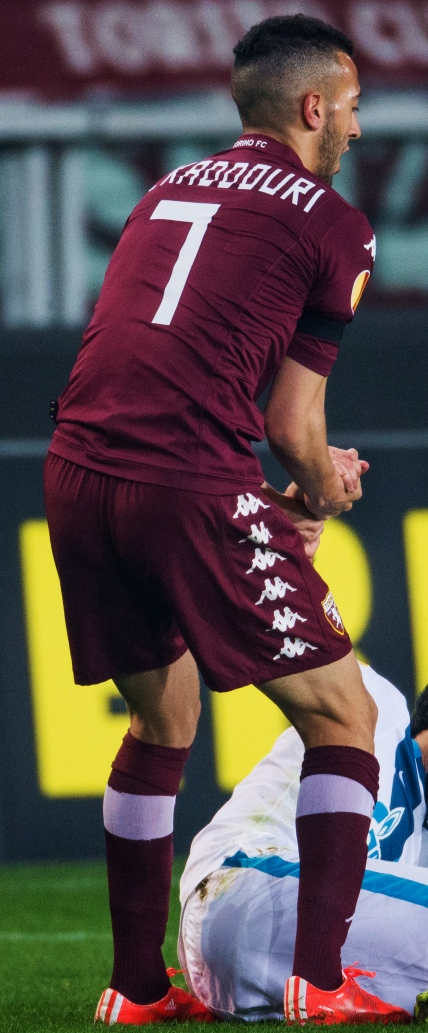
Омар Ель Каддурі

- Валон Ахмеді
- Аздрен Лулаку
- Калеб Екубан
- Леандро Греко
- Ніколо Казале
- Омар Ель-Каддурі
- Майкл Одібе
- Мам Тіам
- Сома Новотни
- Іван Лендрич

## Відомі менеджери
Нижче наведено список менеджерів, які тренували команди в Серії А чи Б.
- Джованні Строппа
- Джузеппе Санніно
- Аттіліо Тессер
- Стефано Веккі
- Марко Бароні